# زواج متكافئ (علم اجتماع)
الزواج المتكافئ أو نضبج جنسى متزامن هو زواج أفراد مشابهين لبعضهم البعض بطريقة ذات أهمية ثقافية. وقد يقوم الزواج المتكافئ على المكانة الاجتماعية والاقتصادية أو الطبقة أو الجنس أو العرق أو الدين. وهو نوع من التزاوج المتلائق.
يمكن أن يشير أيضًا إلى عادات التنشئة الاجتماعية لمجموعة معينة؛ كأن يميل هؤلاء الأفراد المتشابهون في الدين أو الطبقة أو الجنس أو الثقافة إلى إقامة علاقات شخصية مع بعضهم البعض.
وقد تم اقتراح استخدام مصطلح الزواج المتكافئ للإشارة إلى الزواج المثلي أو غيره من أنواع الزواج، بينما استخدم مصطلح زواج الأمشاج المختلفة (الزواج غير المتكافئ) للإشارة إلى الزواج أو الجمع بين أفراد من أجناس مختلفة.

## في علم العلاقات
توجد العديد من الحالات الشاذة في دراسة العلاقات الشخصية التي تميل إلى تفضيل الارتباط الزوجي بين شخصين بغض النظر عن عرقهما أو دينهما أو منزلتهما الاجتماعية والاقتصادية. وبصرف النظر عن ذلك، فإنها تتجه جميعًا إلى جاذبية العوامل المتشابهة التي تشكل الزواج المتكافئ.
تعد فكرة الانجذاب بين المتضادات خرافة: إننا نعجب بالأشخاص الذين يشبهوننا ونميل إلى البقاء مع من لديهم نفس شخصياتنا واهتماماتنا وأفكارنا عن المستقبل. وفيما يتعلق باختيار الرفيق، فإننا لا نفضل كذلك الأزواج الذين يتناقضون معنا في الأدوار الجنسوية: يميل الزوجان اللذان يتمتعان بالمساواة في تعريف وتقسيم خصائص النوع والجنس إلى الحصول على زواج أطول وأكثر سعادة. وإذا وضعنا ذلك في اعتبارنا، فيمكننا تبين أن الزوجين اللذين تجمع بينها درجة كبيرة من المطابقة، قد يجدان أنفسهما في علاقة إيجابية ومعززة لمدة طويلة.
وتنتشر حول العالم ثلاثة موضوعات تتعلق بالمعايير التي يقيم بموجبها الأفراد الأزواج المحتملين. وهي: الدفء والولاء، الجاذبية والحيوية، المنزلة والموارد. ويمكن لهذه الموضوعات الثلاثة أن تتشكل في صورة السمات الثلاث من الانتماء العرقي والدين والمنزلة الاجتماعية والاقتصادية، وهي الموضوعات الخاصة الثلاثة التي تحيط بالزواج المتكافئ.
علاوة على ذلك، مع مرور الوقت وزيادة معرفتنا بشركاء حياتنا، نميل إلى مراجعة آرائنا عما كنا نريده في الشريك المثالي؛ بحيث تتلاءم معاييرنا مع شركائنا الذين حظينا بهم بالفعل، وهو سلوك تقليدي في التنافر المعرفي لدى الشركاء حتى نغير منظورنا عن المحيطين بنا ويزداد التماثل العام وأوجه الشبه. وهكذا، فإن الزيجات التي لا تكون متكافئة من البداية قد تجد نفسها تتحول إلى زيجات متكافئة مع مرور الوقت.
قد يربطنا الانتماء العرقي بكل سهولة بالحيوية البيولوجية، والذي يبدو أننا سنولد به. وتدل المنزلة الاجتماعية والاقتصادية للفرد على منزلته وموارده. ويمكن أن يكون للمعتقدات الدينية أو الروحانية دور في كيفية إدراكنا للمحيطين بنا وأسلوب تعاملنا معهم، وغالبًا ما نميل إلى التعامل بدفء أكبر وإثبات أنفسنا كأشخاص جديرين بالثقة مع هؤلاء الذين لديهم معتقدات مماثلة. وإذا وضعنا كافة العوامل في الاعتبار، يتضح لنا أن الزواج المتكافئ عبارة عن ظاهرة غير مفاجئة من العلاقات الشخصية المتعلقة بالتشجيع والإعجاب بمن يشبهوننا، وربما يبدون مثلنا ويتصرفونا أيضًا نفس تصرفاتنا.
الزواج المتكافئ هو المصطلح السابق الأوسع نطاقًا لـزواج الأقارب، الذي يتضمن الزواج المتكافئ بتعريفه، ولكنه يشمل أيضًا رفضًا صريحًا للآخرين على أساس السمات المتباينة والمظاهر والقيمة المالية. ويتسم الزواج المتكافئ بأنه أقل تشددًا من حيث البنية، مثلاً قد توجد اختلافات في طوائف مسيحية معينة، ولكنها لن تكون موضوع خلاف محط تركيز في العلاقة.

## الدين والزواج المتكافئ
منح اندماج بحوث العلوم الاجتماعية والدين الباحثين رؤية جديدة عن المتغيرات التي تؤثر على الزواج. ويذكر توماس وكورنوال (1990) أن مجموعة الأبحاث المتزايدة تركز على الطبقية الاجتماعية، وتشير النتائج ذات الصلة بالدين إلى أن نسبة التدين العالية في الزواج دليل على شراكة مستقرة وأكثر سعادة.
وفقًا للبيانات التي تم تجميعها من 700 زوج في عامهم الأول من الزواج و300 زوج في زواجهم الثاني من، متدين وغير متدين / غير ملتزم، فإنها انتهت إلى ما يلي. إن غالبية الأزواج المتدينين الذين يلتزمون بممارسة عباداتهم المذهبية/غير المذهبية يشعرون في المعتاد بمستوى أعلى من الرضا في علاقاتهم الزوجية مقارنةً بالأزواج غير الملتزمين. ويكون الأزواج المتدينون أكثر التزامًا بالزواج ويشعرون بسعادة أكبر نتيجة الاستقرار والإرشادات التي يفرضها الدين على الزواج. هذا بالإضافة إلى دعم نتائج مجالات بحثية أخرى لفكرة أن الزيجات التي يكون فيها الزوجان من نفس الدين أو من داخل الطائفة نفسها تكون أقوى وأنجح من الزيجات التي لا يكون فيها الزوجان متدينين. وحسبما ذكر كالميجن (1998)، فإن هناك ثلاثة مصادر للثقافة ينبغي الاعتراف بها. أولاً، يميل الأزواج الذين يشتركون في المعتقدات الدينية إلى التواصل والتفاعل بطريقة أكثر فعالية بناءً على العقيدة، كما يمكن أن يساندوا ويشجعوا بعضهم البعض بإيجابية. ثانيًا، قد تؤدي الآراء والقيم المشتركة بين الأزواج إلى سلوكيات ووجهات نظر مماثلة تجاه العالم. ثالثًا، ربما تتسبب الآراء الدينية المتوافقة في ممارسات مشتركة لكل من الأفعال الدينية وغير الدينية، وهذا قد يؤدي إلى تقوية أواصر العلاقة إلى الأبد. وقد كتب إليسون وكورتيس (2002) عن أن القرارات الخاصة بمسائل ذات صلة بالشؤون الأسرية قد تتسبب في اتفاق أكبر في الآراء بين الأزواج الذين اختاروا الزواج المتكافئ. هذا بالإضافة إلى أن المداومة على الذهاب إلى أماكن العبادة يوفر شبكة دعم وثيقة للأزواج. ويقابل انفصال الأزواج الذين يواظبون على الذهاب إلى أماكن عباداتهم المذهبية/غير المذهبية بالاستنكار والوسم بالعار.

## أسباب اختيار الزواج المتكافئ
توقع العديد من الآباء لأبنائهم الزواج من أشخاص مماثلين لمجموعتهم أو من داخلها. وكانت نسبة صغيرة من جميع الزيجات التي تمت زيجات بين المجموعات العرقية المختلفة (نقيض الزواج المتكافئ) وعارضوا عادات الزواج من شخص من نفس الثقافة والعرق والخلفية والدين والطبقة. وقيل عن هذه الزيجات إنها لفتت الانتباه وأثارت الفضول، إلى جانب العديدين الذين اعترضوا على هذا النوع من الزواج.
اختار العديد من الناس الزواج المتكافئ وتزوجوا من أشخاص ينتمون لمجموعات تشبه مجموعاتهم، وذلك بسبب تجاربهم المماثلة في الحياة. وربما يشاركونهم بعضًا من نفس الآراء ووجهات النظر حول أشياء معينة، كما أنهم يعيشون بنفس أسلوب الحياة. ومن الأسباب الأخرى التي كثيرًا ما تجعل الناس تختار الزواج المتكافئ هي مسألة القرب الجغرافي. وهذا يعني في الأساس عثور الأفراد على شركاء يعيشون على مقربة منهم. ونظرًا لأنهم يختارون شركاء يعيشون بالقرب منهم، فهذا يندرج تحت إطار الزواج المتكافئ؛ حيث إنهم غالبًا ما سيتشاركون في نفس السمات والصفات، كالطبقة الاجتماعية مثلاً. ومن الشائع أن يختار الناس الزواج المتكافئ أو يقعون فيه نتيجة بعض الأسباب المهمة. وقد ينتج السبب الأول عن الانعزال الجغرافي. وتحتفظ مجتمعات معينة بروابط قوية للغاية تجمع أواصر ثقافتها ويشعر أفرادها أنهم ملزمون بالبقاء داخلها للحفاظ على هذه الروابط وعلى قوتها. ويتمثل جزء آخر من الانعزال الجغرافي في التمييز العنصري؛ حيث يشعر الأفراد أنهم غير مقبولين وربما يتعرضون للتمييز من قِبل أشخاص ينتمون لخلفيات مختلفة.
تشجع الكثير من الضغوط الاجتماعية أفراد المجتمع على الارتباط بأشخاص مشابهين لهم ولأسرهم. وينشأ الضغط الأكبر عن المجموعات التي ترغب في الحفاظ على ثقافتها أو خلفيتها أو هويتها العرقية. ويشعرون كما لو أن الزيجات بين المجموعات العرقية المختلفة ستؤدي إلى تغيير موروثهم الثقافي أو الضياع في دروب الماضي. وتفرض مجموعات، مثل العرب والآسيويين والإسبانيين الذين هاجروا مؤخرًا ضغوطًا هائلة على ثقافتهم لاختيار الزواج المتكافئ، ولكنهم يسعون إلى الحفاظ على ثقافتهم المميزة الخاصة والاعتزاز بها أطول فترة ممكنة. ومع ذلك، في حالة البيض، ينبغي النظر إلى هذا الضغط للحفاظ على موروثهم الثقافي من منظور العرقية والتمييز ضد الثقافات الأخرى، وذلك لأسباب واضحة. ومن أسباب الزواج المتكافئ الأخرى مستوى الراحة. فمن الشائع أن يشعر الفرد براحة أكبر وألفة مع الشريك والآخرين الذين ينتمون لطبقة أو خلفية أو تعليم أو منزلة اجتماعية واقتصادية مماثلة. ويعتبر أمرًا شائعًا أن ترى الأزواج في الزيجات بين المجموعات العرقية المختلفة يواجهون مشكلات في التواصل قد تؤدي إلى علاقة مزعجة. وأخيرًا، يتقاسم الأشخاص من نفس المجموعات الاجتماعية العديد من الخبرات أو الذكريات المتشابهة التي تساعد في الحفاظ على ثقافتهم وتمنحهم علاقة أكثر إرضاءً يحيطها التفاهم والراحة.

## المنزلة الاجتماعية والاقتصادية

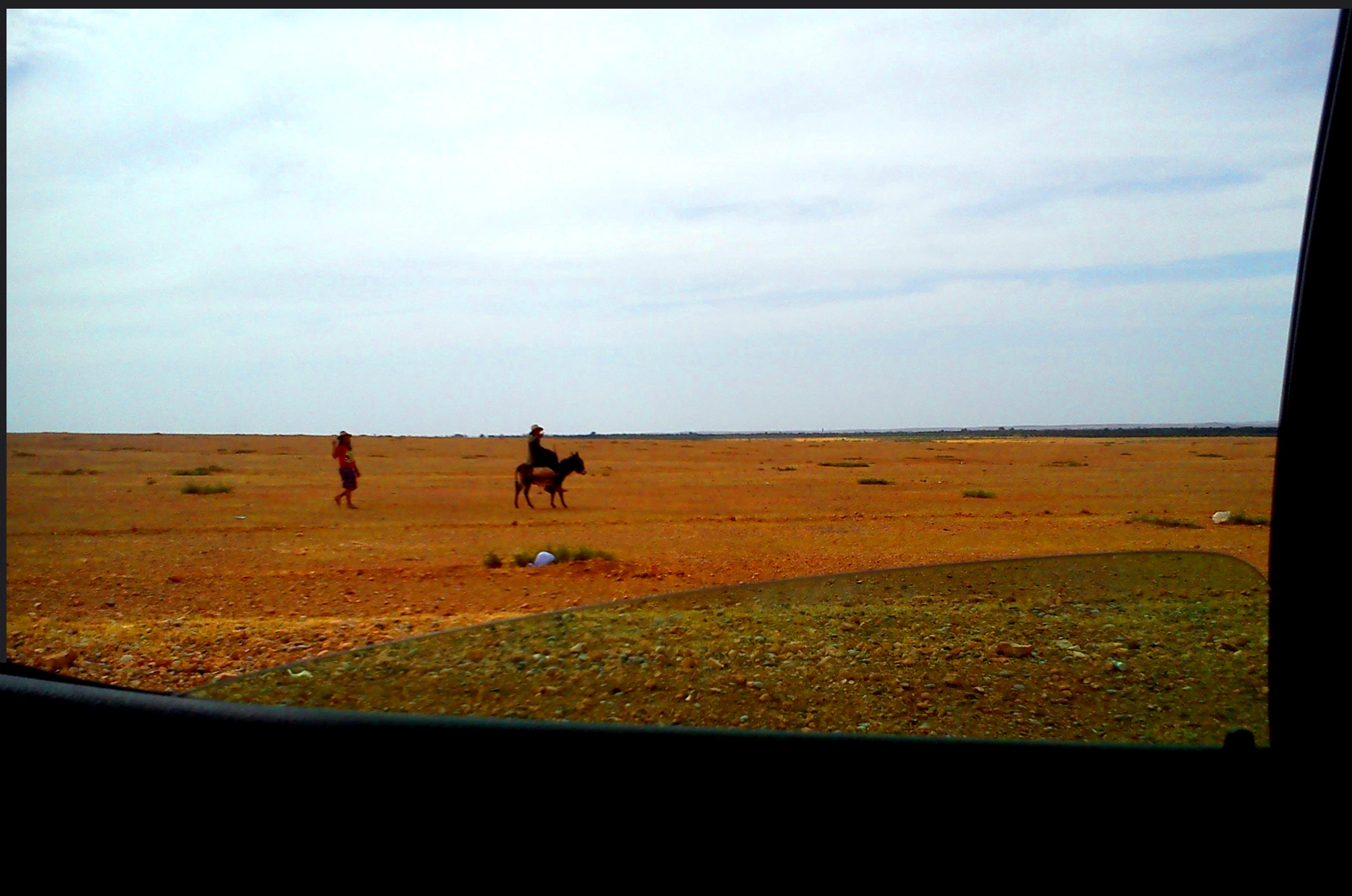
زوجان فلاحان في منطقة قروية حيث تبدو عناية الزوج بزوجته من خلال هذا التصرف الفطري والسليم رغم الإنعزالية عن المناطق الحضرية

كثيرًا ما يختار الناس الزواج من أشخاص من داخل مجموعتهم الاجتماعية أو من مكانة قريبة من مكانتهم. وتلعب صفات، مثل الانتماء العرقي والجنس والدين والمنزلة الاجتماعية والاقتصادية دورًا في كيفية اختيار أحد الأشخاص لشريك حياته. ويمكن تعريف المنزلة الاجتماعية والاقتصادية على أنها دخل الفرد ومستوى التعليم والمهنة. وقد أجريت الأبحاث عن المنزلة الاجتماعية والاقتصادية للزواج المتكافئ بواسطة باحثين في الطبقية استخدموا أنماط الزواج، بالإضافة إلى أنماط الحراك لوصف شكل أنظمة الطبقية المفتوحة. (كالميجن، 2). ويمكن تقسيم المنزلة الاجتماعية والاقتصادية إلى دراستين: المكانة الموروثة والمكانة المكتسبة. تعني المكانة الموروثة ببساطة الفئة المهنية للوالد أو الصهر، في حين أن المكانة المكتسبة هي تعليم الفرد ومهنته. وقد أصبحت المكانة الموروثة أقل أهمية، بينما لم تفقد المكانة المكتسبة والتعليم أهميتهما.
وتهتم معظم الدول بالمستوى التعليمي؛ حيث إنه يجعل من الأسهل عليهم الحكم على الفرد. وتتم دراسة الاتجاهات الاجتماعية والثقافية للزواج المتكافئ بتحليل الطبقة والخلفية والتعليم. وقد شهدت بعض الدول الصناعية انخفاضًا في درجة أهمية الخلفية الاجتماعية عند اختيار شريك الحياة، مثل الولايات المتحدة والمجر وفرنسا وهولندا. (كالميجن، 17). واليوم، لم يعد للآباء أي سيطرة على أطفالهم؛ حيث يقضي أبناؤهم وقتًا أطول في الكلية أو الجامعة، مما يجعلهم يرتقون بخلفيتهم الاجتماعية. وزادت أهمية التعليم لكل من الذوق الثقافي والمنزلة الاجتماعية والثقافية. وبعد التعليم، توجد مسألة الرومانسية، بينما يمثل مستوى المعيشة المرتفع الهدف الأساسي للجميع.